# Stepan Kowaliw
Stefan Mychajłowycz Kowaliw, ukr. Стефан Михайлович Ковалів, pol. Stefan Kowalów, ps. Stefan Kowaliw, Drozd, Drozdyszczyn, Stefan Pjatka, Płeskaczka, Estko (ur. 25 grudnia 1848 w Bronicy, zm. 26 kwietnia 1920 w Borysławiu) – ukraiński nauczyciel, pedagog, pisarz, publicysta, autor podręczników szkolnych.

## Życiorys
Z pochodzenia był Rusinem. Ukończył Seminarium Pedagogiczne we Lwowie w 1875. Został nauczycielem, od 1879 pracował w Borysławiu, gdzie był dyrektorem szkoły. Był także autorem podręczników szkolnych. Był jednym ze współautorów nowej – ukraińskiej – opowieści kulturotwórczej, dyskutującej z polską wizją ruskości. Zajmuje czołowe miejsce wśród pisarzy drugiej połowy XIX wieku. Przyjaźnił się z Iwanem Franką. Stefan Kowaliw i Iwan Franko, jako pierwsi wprowadzili do literatury ukraińskiej tematykę robotniczą. W swoich utworach i publicystyce bronią interesów robotników i mieszkańców Borysławsko-Drohobyckiego Zagłębia Naftowego. Opowiadania z cykl Obrazki galicyjskiej Kalifornii autorstwa Kowaliwa przepełnione są drastycznymi i niekiedy brutalnymi obrazami rzeczywistości galicyjskiego społeczeństwa ogarniętego „gorączką naftową”.   
W opowiadaniu Dobrze zarobił (Добре заробив, 1900) podjął kwestię odsuwania Rusinów ze sfery przemysłowej, i zastępowania ich polską siłą roboczą. Pisarz zwrócił uwagę na monopolizację galicyjskiego przemysłu drzewnego i naftowego przez Żydów, ale również Polaków, którzy sprowadzając do pracy Mazurów, odbierają możliwość zarobku miejscowym Rusinom. Jednym z motywów literackich jego twórczości, podobnie jak  w dziełach Franki i Jaryczewkiego, jest zjawisko latynizacji Rusinów galicyjskich.    
W opowiadaniu Pomnik na połoninie (Памятник на Kлuвi, 1891) pisarz piętnuje za pomocą ośmieszenia działalność misyjną galicyjskich jezuitów, którzy upowszechniali negatywny obraz ruskiego unity.    
Publikował jako pisarz i publicysta. Został pochowany w Borysławiu. 
Jego żoną była pochodząca z Wiednia baronówna Julia wzgl. Anna z domu L'Estoque, a ich dziećmi byli: Roman (ur. 1879, nauczyciel Gimnazjum w Sanoku), Jarosława (ur. 1888, w 1907 została żoną profesora sanockiego gimnazjum, Antoniego Bielaka, zmarła 10 czerwca 1910 w wieku 22 lat)). Jego wnukiem był Iwan Kowaliw (1916-1987), skrzypek, dyrygent, pedagog.
Imieniem Stepana Kowaliwa nazwano ulicę w Borysławiu.